# Devotional
Devotional – kaseta VHS z koncertem zespołu Depeche Mode.
Nagrania w Polsce uzyskały certyfikat złotej płyty DVD.

## Wydania BMG Video na Europę
BM 530 1993
1. „Higher Love”
2. „World in My Eyes”
3. „Walking in My Shoes”
4. „Behind the Wheel”
5. „Stripped”
6. „Condemnation”
7. „Judas”
8. „Mercy in You”
9. „I Feel You”
10. „Never Let Me Down Again”
11. „Rush”
12. „In Your Room”
13. „Personal Jesus”
14. „Enjoy the Silence”
15. „Fly on the Windscreen”
16. „Everything Counts”
17. „Death’s Door”

Bonusowe utwory wydane w reedycji DVD z 2004 roku:
1. „Halo”
2. „Policy of Truth”

## Wydania Warner Reprise Video / Sire / Mute na Stany Zjednoczone
38346-3 1993
1. „Higher Love”
2. „World in My Eyes”
3. „Walking in My Shoes”
4. „Stripped”
5. „Condemnation”
6. „Judas”
7. „I Feel You”
8. „Never Let Me Down Again”
9. „Rush”
10. „In Your Room”
11. „Personal Jesus”